# Synode von Diamper

Die Kirche in Udayamperoor, Kerala, Südindien, in der die Synode von Diamper stattfand

Die Synode von Diamper wurde 1599 vom katholischen Erzbischof Menezes im Ort Udayampur, Diamper im heutigen indischen Bundesstaat Kerala einberufen. Auf ihr wurden Beschlüsse zur vollständigen Einordnung der seit apostolischer Zeit in Südindien ansässigen Thomaschristen unter den lateinischen Ritus der katholischen Kirche gefasst. Die Synode bzw. ihre Beschlüsse wurde nie von Rom bestätigt und sie gilt als „Räubersynode“.

## Vorgeschichte
Bei ihrer Landung in Südindien am 20. Mai 1498 trafen die Portugiesen auf eine große Kirche einheimischer Christen des ostsyrischen Ritus, die vom Apostel Thomas gegründet, dort seit Jahrhunderten existierte. Diese Christen erhielten ihre Metropoliten und Bischöfe aus dem Katholikat von Seleukia-Ktesiphon im heutigen Irak, woraus sich später die Assyrische Kirche des Ostens entwickelte. Jenes Patriarchat stand schon lange in lockerer Verbindung mit Rom. Seit Patriarch Mar Johann Shimun Sulaqa, 1553 in der Peterskirche zu Rom zum Bischof geweiht, besteht eine förmliche Kirchenunion und die Teilkirche trägt die Bezeichnung Chaldäisch-Katholische Kirche.
Anfangs wurden die vom chaldäisch-katholischen Patriarchen nach Indien entsandten Bischöfe von den portugiesischen Kolonialherren akzeptiert, je stärker sie dort ihre eigene Herrschaft etablieren konnten, aber immer mehr unterdrückt. Die portugiesischen Kolonialbehörden wollten sowohl die alteingesessenen Thomaschristen als auch die neubekehrten lateinischen Katholiken ihren eigenen, portugiesischen Bischöfen des lateinischen Ritus unterstellt wissen. Eine doppelte Jurisdiktion lehnten sie hauptsächlich aus politischen Gründen, teils auch aus religiösen Motiven ab. Als zusätzliches Druckmittel bezichtigte man die Thomaschristen auch der Häresie des Nestorianismus, da sie ihre Bischöfe vom chaldäischen Patriarchen bezogen. Damals amtierte in Indien, mit päpstlicher Legitimation, von 1556 bis 1569, Mar Joseph Sulaqa, der leibliche Bruder von Patriarch Johann Shimun Sulaqa, als syro-katholischer Metropolit. Bereits im Konsistorium vom 20. Februar 1553 hatte Kardinal Bernardino Maffei anlässlich der bevorstehenden Verleihung der Patriarchenwürde an Johann Shimun Sulaqua eine Rede gehalten, in der er den sogenannten „Nestorianern“ in Seleukia-Ktesiphon und Indien ausdrücklich attestierte; sie trügen nur diese Bezeichnung, in Wirklichkeit seien sie völlig rechtgläubig.
Ungeachtet dessen initiierte Portugal in Indien die nie von Rom konfirmierte und heute als „Räubersynode“ eingestufte Synode von Diamper. Mit Hilfe des konstruierten Häresievorwurfs resultierte im Dezember 1599 daraus die Unterstellung des Metropolitansitzes der Thomaschristen (damals in Angamaly) als Suffraganbistum unter das lateinische Erzbistum Goa. Dieses stand wiederum völlig unter der Hoheit Portugals; der Erzbischof war gleichzeitig Vizekönig und Bischofsernennungen erfolgten dort nur im Einvernehmen mit der portugiesischen Krone. Der letzte vom chaldäischen Patriarchen in Indien eingesetzte Metropolit war Erzbischof Mar Abraham von Angamaly. Die Portugiesen verhinderten in der Folge die Ankunft von Bischöfen aus der Assyrischen Kirche des Ostens und nach dem Tod des Metropoliten Mar Abraham, im Jahr 1597, erhöhten sie den Druck auf die Thomaschristen, der 1599 mit den Beschlüssen der Synode von Diamper seinen Höhepunkt erreichte.

Der Messkelch und die Patene, die während der Synode von Diamper verwendet wurden

Tafel in der Kirche von Udayamperoor. Man beachte den sechsten Punkt der Erläuterung.

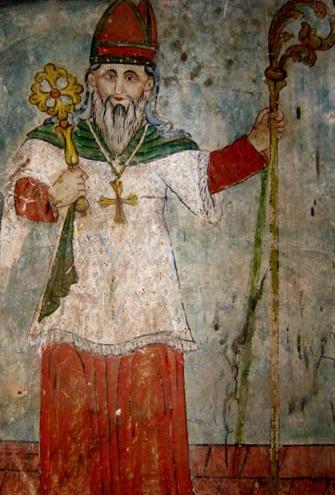
Erzdiakon Thomas Parambil, der sich als Mar Thomas I. zum Gegen-Bischof ausrufen ließ

## Die Synode und ihre Beschlüsse
Die Synode fand statt vom 20. bis 26. Juni 1599, in der Allerheiligenkirche zu Udayamperoor, unter dem Vorsitz von Erzbischof Dom Alexis Menezez von Goa.
Sie fasste 200 Beschlüsse, die u. a. folgende Punkte zum Inhalt hatten:
- Abschaffung aller Bräuche, die auf hinduistische Einflüsse deuteten (Vegetarismus, Befragung von Astrologen, Teilnahme an Hindu-Festen usw.)
- Einführung des Zölibats
- Lösung aller Kontakte mit dem Patriarchen von Babylon
- Abschwören aller Doktrinen, die der neue Erzbischof Menezes von Goa für häretisch hielt
- Abliefern aller Bücher der alten Kirche beim Erzbischof zum Korrigieren oder Verbrennen
- Entlassung aller Bischöfe, die nicht durch Erzbischof Menezes bestätigt wurden
- Anerkennung des Papstes als oberste Instanz der christlichen Kirche
- Anerkennung des Erzbischofs von Goa als oberste Instanz in Indien

Faktisch wurde jetzt die Kirche der Thomaschristen in die Lateinische Kirche (Römische Kirche, Westkirche) eingeordnet. Die „Catholic Encyclopedia“ von 1912, also ein von Rom approbiertes Werk urteilt darüber folgendermaßen:

„Der einzige Fall, in dem ein alter Ost-Ritus vorsätzlich romanisiert wurde, ist der der Malabarischen Christen. Hier war es nicht die Autorität Roms, sondern der fehlgeleitete Eifer von Alexius de Menezes, Erzbischof von Goa und seiner portugiesischen Berater während der Synode von Diamper, der den alten Ritus der Malabar-Christen zerstörte.“

## Folgen der Synode
Wenngleich die Synode nie von Rom konfirmiert wurde, hatten viele der Beschlüsse für lange Zeit Bestand. Manche Punkte sind bis heute bindend, jedoch nicht aufgrund der damaligen Synode, sondern durch andere kanonische Rechtsvorschriften. Spätestens mit dem Untergang der portugiesischen Kolonialherrschaft in Süd-Indien berief man sich dort nicht mehr auf die Synode von Diamper.
Dem 1597 verstorbenen Mar Abraham folgten die lateinischen Erzbischöfe Francis Roz SJ († 1624), Stephen Britto († 1641) und Francis Garcia († 1659). Die lateinischen Oberhirten standen der chaldäischen (=ost-syrischen) Liturgie fremd gegenüber und versuchten sie ihrem eigenen lateinischen Ritus anzugleichen. Der dort traditionelle Ritus – heute syro-malabarisch genannt – wurde mehr oder weniger stark unterdrückt.
Unter Erzbischof Francis Garcia von Angamaly kam es zu einer Revolte der Thomaschristen, da dieser u. a. einen Generalvikar des lateinischen, statt ihres eigenen Ritus für sie bestellte und man eine noch größere Unterdrückung fürchtete. Sie schworen 1653 am Coonan Cross in Fort Cochin, nie wieder den lateinischen Erzbischof von Angamaly oder die Jesuiten über sich zu dulden. Ausdrücklich vermied man es dabei, sich von Rom loszusagen, man verlangte lediglich Bischöfe des eigenen Liturgieritus und dachte an eine Erneuerung der historischen Zuständigkeit des Patriarchen der Chaldäisch-Katholischen Kirche von Babylon. Der überwiegende Teil der Thomaschristen schloss sich dem Aufstand an. Beide Seiten blieben unnachgiebig und Thomas Parambil, der Erzdiakon von Erzbischof Garcia, ließ sich einige Monate später, ohne Weihe zum „Gegenerzbischof“ ausrufen und in einer „Not-Zeremonie“ ersatzweise von 12 einfachen Priestern die Hände auflegen, mit dem Versprechen die Bischofsweihe nachzuholen.
Als sich abzeichnete, dass es zu einem endgültigen Bruch mit der katholischen Kirche kommen würde, schreckten viele davor zurück und fielen von der revoltierenden Gruppe ab. Rom entsandte umgehend Karmeliten nach Indien um das drohende Schisma einzudämmen. Leiter der Karmeliten war Pater Joseph of S. Maria de Sebastiani, OCD. Unter Mithilfe des von ihm zum Bischof geweihten Thomaschristen Alexander de Campo gelang es, den überwiegenden Teil der Thomaschristen wieder unter die Obrigkeit von Erzbischof Francis Garcia zu bringen. Die lateinischen Bischöfe regierten die katholischen Thomaschristen bis 1896 durch Generalvikare des chaldäischen Ritus, ohne Bischofsweihe, wovon einer, Kuriakose Elias Chavara (1805–1871), seliggesprochen wurde. Danach folgten Weihbischöfe, die den lateinischen Bischöfen unterstellt blieben; erst am Thomastag, dem 21. Dezember 1923, stellte Papst Pius XI. die ordentliche Hierarchie der katholischen Thomaschristen Indiens nach über 300 Jahren wieder her, die heutige Syro-malabarische Kirche.
Der kleinere Teil der Thomaschristen erklärte sich für autokephal und der schon genannte Erzdiakon Thomas Parambil ließ sich 1665 von Mar Gregorios, Jerusalemer Metropolit der Syrisch-Orthodoxen Kirche von Antiochien, als Mar Thomas I., nachträglich zum Bischof weihen. Dies war der Beginn einer Anzahl von Kirchenspaltungen innerhalb jener Restgemeinschaft der Thomaschristen, die bis heute andauern. Außerdem mussten sie ihren chaldäischen (ost-syrischen) Ritus gegen den antiochischen (west-syrischen) des weihenden Jerusalemer Metropoliten eintauschen. Von ihnen kehrte 1930 ein Teil, mit ihrem nachträglich übernommenen west-syrischen Messritus, in die katholische Kirche zurück, die heutige Syro-Malankara Katholische Kirche.